# Jazz Gitti Gold
Jazz Gitti Gold är en skiva med den österrikiska artisten Martha Buthbul, vars artistnamn är Jazz Gitti. Skivan är Buthbuls fjärde och utkom 1997. Skivan utgavs på Koch International och är en helt digital produktion. 

## Spellista
1. Sing afoch a Liad (2.37)
2. Kränk di Net (3.24)
3. Jetzt gemmas an (2.42)
4. Tramway foarn (3.28)
5. Mutter (3.00)
6. Der Bauch muss weg (2.43)
7. A Wunda (3.03)
8. Des wäe Schee (3.15)
9. Popo-Mambo (2.56)
10. Mit dem Sonnenschein im Herz (3.06)
11. Hoppala (3.13)
12. Die Sumsen (3.09)
13. Ui-Jegerl (3.01)
14. Der Bastler (3.25)
15. Nimm's leicht, nimm mich (3.00)
16. Nackert (2.49)
17. Gratuliere zum Geburtstag (2.38)
18. Pistensau (3.04)